# Perebea
Perebea là một chi thực vật thuộc họ Moraceae.
Bao gồm các loài:
- Perebea angustifolia (Poepp. & Endl.) C.C.Berg
- Perebea glabrifolia, (Ducke) Berg
- Perebea guianensis, Aubl.
- Perebea humilis C.C.Berg
- Perebea longepedunculata C.C.Berg
- Perebea mennegae C.C.Berg
- Perebea mollis (Poepp. & Endl.) Huber
- Perebea rubra (Trécul) C.C.Berg
- Perebea tessmannii Mildbr.
- Perebea xanthochyma H.Karst.